# وزارة الاتصالات وتقنية المعلومات (اليمن)
وزارة الاتصالات وتقنية المعلومات هي إحدى وزارات الحكومة اليمنية وتهدف الوزارة إلى توفير وتطوير وتوسيع انتشار خدمات الاتصالات والبريد في اليمن بشكل يلبي احتياجات التنمية الاقتصادية والاجتماعية وتشجيع الاستثمار في هذه المجالات.

## الوزراء
| م | اسم الوزير        | تاريخ التعيين   |
| - | ----------------- | --------------- |
| 1 | أحمد محمد الآنسي  | 24 مايو 1990م   |
| 2 | عبد الملك المعلمي | 4 أبريل 2001م   |
| 3 | كمال حسين الجبري  | 5 أبريل 2007م   |
| 4 | أحمد عبيد بن دغر  | 27 نوفمبر 2011م |
| 5 | لطفي محمد باشريف  | 7 نوفمبر 2014م  |
| 6 | نجيب منصور العوج  | 18 ديسمبر 2020م |

## المهام والاختصاصات
تتولى وزارة الاتصالات وتقنية المعلومات المهام والاختصاصات الآتية:
1. إعداد الاستراتيجيات والسياسات الكفيلة بتحقيق أهداف الوزارة واقتراح القوانين والخطط والوسائل اللازمة لتحقيقها.
2. تنفيذ القوانين التي تضعها الدولة لتنظيم قطاع الاتصالات وقطاع البريد واعتماد اللوائح التنفيذية اللازمة لها.
3. وضع السياسات والخطط التي تساعد على تشجيع الاستثمار في مجال الاتصالات بما يكفل توفير خدمات متطورة وتوسيع انتشار شبكات الاتصالات وبتكاليف مقبولة وبأسعار مناسبة وبمعايير ومواصفات مقبولة تتواكب مع تطورات التكنولوجيا في هذا المجال.
4. وضع السياسات والخطط التي تساعد على تشجيع الاستثمار في مجال البريد بما يكفل توسع انتشار خدمات البريد وضمان الوفاء باحتياجات المجتمع من خدمات بريدية عصرية متطورة تتسم بطابع الانتظام والأمان والسرعة.
5. تنظيم استخدام الترددات (الطيف اللاسلكي-الموجات الراديوية) المخصصة في مجال الاتصالات ومنح التراخيص باستعمال الموجات الراديوية واستخدام الأجهزة والتجهيزات اللاسلكية طبقًا للقوانين واللوائح النافذة وبما يتفق مع معايير الهيئات والجهات الدولية التي تعنى بمواصفات ومقاييس الاتصالات ومراعاة الالتزامات الدولية بهذا الشأن.
6. منح التراخيص لإنشاء وتشغيل شبكات خاصة أو عامة أو صيانة شبكات الاتصالات أو السماح باستخدام خدمات اتصالات خاصة أو عامة ضمن أراضي اليمن وفقًا للقوانين واللوائح النافذة.
7. اعتماد خطة ترقيم وطنية لخدمات الاتصالات العامة.
8. اعتماد المواصفات والمقاييس الفنية لربط وتوصيل تجهيزات الاتصالات الطرفية بشبكات الاتصالات العامة.
9. إقرار السياسات الخاصة بالتعرفة لخدمات الاتصالات وخدمات البريد ودراسة ومراجعة التعرفة والرسوم والأجور لخدمات الاتصالات وخدمات البريد مع الجهات ذات العلاقة ووفقًا للقوانين واللوائح النافذة.
10. العمل على تنفيذ الاتفاقيات الثنائية والعربية والإسلامية والإقليمية والدولية في مجال الاتصالات والبريد.
11. تمثيل اليمن لدى الدول والمنظمات العربية والإسلامية والإقليمية والدولية والاتحادات النوعية والعلمية المتخصصة والتي تعنى بشؤون الاتصالات والبريد بالتنسيق مع المؤسسات والهيئات والشركات ذات العلاقة والعمل على حماية مصالح الدول في هذه المجالات.
12. حماية مصالح الدولة والمجتمع والمستفيدين من خدمات الاتصالات وخدمات البريد العامة وتقييم أداء الجهات التي تقدم هذه الخدمات بتراخيص خاصة من الوزارة.
13. إقامة قاعدة معلومات لقطاعي الاتصالات والبريد وتجميع كافة البيانات والمعلومات والإحصاءات ذات العلاقة بالأنشطة المختلفة للاتصالات والبريد وذلك بهدف رسم السياسات وإعداد الخطط والبرامج.
14. الإشراف على المؤسسات والهيئات والشركات والتنسيق فيما بينهما وفقًا للقوانين النافذة وقرارات أو اتفاقيات إنشاء هذه المرافق.
15. إعداد التقارير السنوية عن نشاط الوزارة ومستوى تنفيذ قرارات مجلس الوزراء حسب النماذج المعتمدة.